# 上新海豹属
上新海豹属（学名：Pliophoca）是海豹科下的一个属。

## 下属物种
本属包括以下物种：
- 伊特鲁里亚上新海豹 Pliophoca etrusca Tavani, 1941